# Matthew Barton (regatista)
Matthew Barton (Bury St Edmunds, 5 de septiembre de 1995) es un deportista británico que compite en vela en la clase iQFoil.
Ganó una medalla de plata en el Campeonato Mundial de IQFoil de 2021 y una medalla de bronce en el Campeonato Europeo de IQFoil de 2024.

## Palmarés internacional
| \| Campeonato Mundial \| Campeonato Mundial \| Campeonato Mundial \| Campeonato Mundial \| \| Año \| Lugar \| Medalla \| Clase \| \| ------------------ \| ------------------ \| ------------------ \| ------------------ \| \| 2021 \| Silvaplana (Suiza) \| Medalla de plata \| iQFoil \| \| Campeonato Europeo \| \| \| \| \| Año \| Lugar \| Medalla \| Clase \| \| 2024 \| Cagliari (Italia) \| Medalla de bronce \| iQFoil \| |                    |                   |        |
| Campeonato Mundial |                    |                   |        |
| Año | Lugar              | Medalla           | Clase  |
| 2021 | Silvaplana (Suiza) | Medalla de plata  | iQFoil |
| Campeonato Europeo |                    |                   |        |
| Año | Lugar              | Medalla           | Clase  |
| 2024 | Cagliari (Italia)  | Medalla de bronce | iQFoil |